# إكيليل غمدي
إكيليل غمدي (الاسم العلمي:Coronilla vaginalis) هي نوع من النباتات يتبع جنس الإكيليل من الفصيلة البقولية.